# Rouxinol, Alegria do Povo
Rouxinol, Alegria do Povo foi um programa de auditório da televisão brasileira apresentado por Valdemiro Apolinário da Silva, em arte Rouxinol, durante os anos 80. Inicialmente na TV Record do Rio de Janeiro, seguiu no ar quando o canal 9 carioca passou a se chamar TV Copacabana e TV Corcovado.
O mesmo Rouxinol havia apresentado em 1983 na TVE Brasil, canal 2 do Rio de Janeiro, o programa Forró, veiculado aos domingos, em companhia de Carmélia Alves. E, em 1985, aos sábados na TV Record carioca, o programa Forró, Alegria do povo, ao lado de Plácido Ribeiro, o qual tinha direção musical de Edson Mello.